# Rajpipla

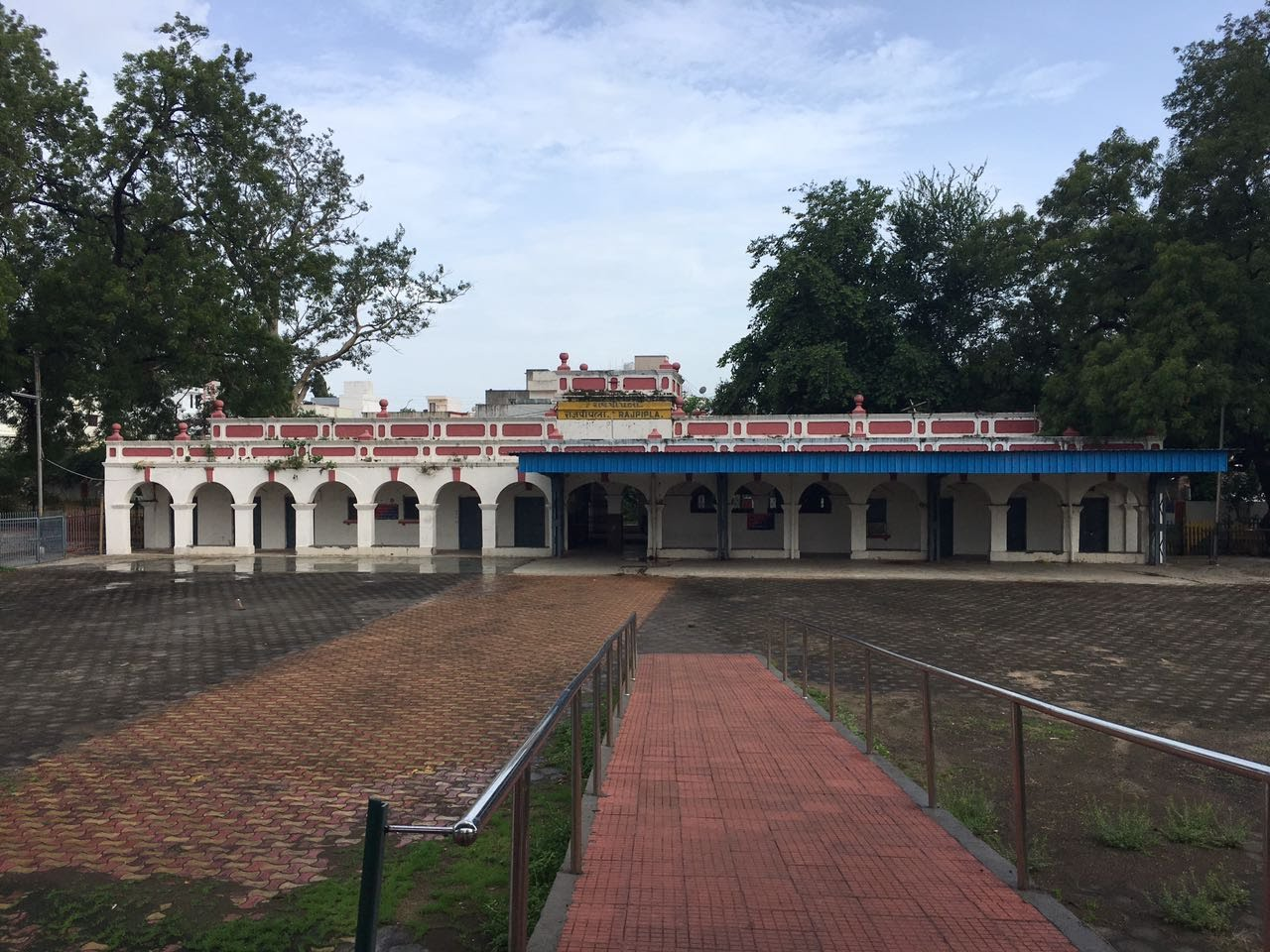
Bahnhof Rajpipla (2017)

Rajpipla ist ein Ort mit etwa 35.000 Einwohnern (Zensus 2011) im indischen Bundesstaat Gujarat. Er ist Hauptstadt des Verwaltungsdistrikts Narmada.
Rajpipla war Hauptstadt des früheren Fürstenstaates Rajpipla.